# Vlag van Wetteren
De vlag van Wetteren werd door de gemeenteraad op 25 oktober 1984 officieel vastgesteld als de gemeentelijke vlag van de Oost-Vlaamse gemeente Wetteren. Op 5 maart 1985 werd hij door het Bestuur van Vlaanderen bevestigd en uiteindelijk gepubliceerd op 8 juli 1986 in het officiële Belgisch Staatsblad.
Officieel wordt de vlag beschreven als:
Twee even lange banen van groen en van geel.
De kleuren van de vlag, die voor de gemeentelijke hervorming van 1976 al onofficieel in gebruik waren, zijn ontleend aan het gemeentewapen.

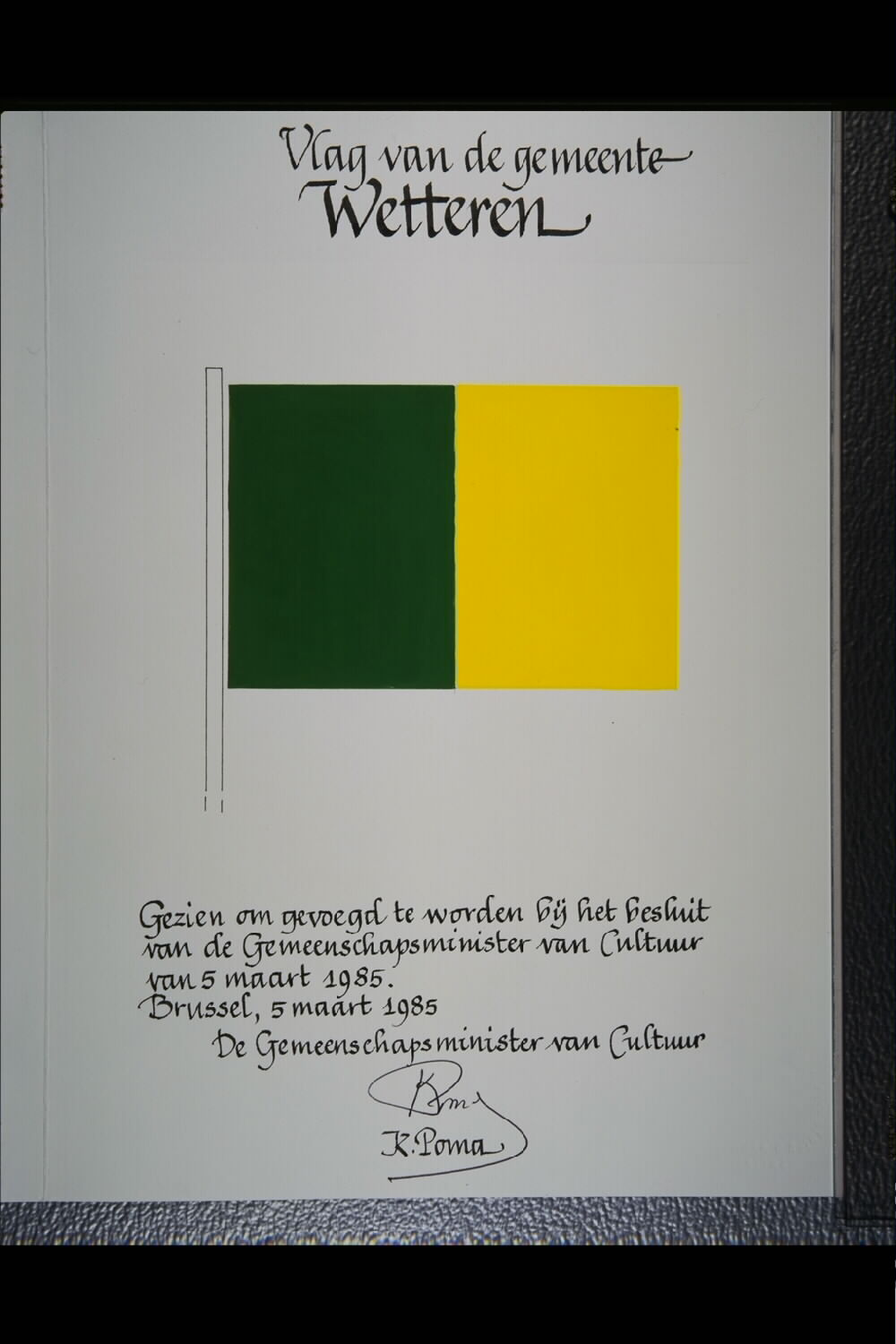
Ontwerp vlag getekend door Karel Poma